# 40 Anos - Nova Geração
Chitãozinho & Xororó 40 Anos Nova Geração é um álbum ao vivo da dupla brasileira Chitãozinho & Xororó, lançado em 1 de setembro de 2010 pela Radar Records. O álbum é de comemoração aos 40 anos de carreira da dupla, foi gravado ao vivo na Via Funchal no dia 27 de julho de 2010, com participações de João Bosco & Vinícius, Zé Henrique & Gabriel, Michel Teló, Maria Cecília & Rodolfo, Fernando & Sorocaba, Jorge & Mateus, Luan Santana, entre outros.

## Lista de faixas
| N.º            | Título                            | Compositor(es)                                           | Participação especial   | Duração |  |
| 1.             | "Meninos Passarinhos"             | Paulo Debétio / Paulinho Rezende                         |                         | 4:29    |  |
| 2.             | "Página de Amigos"                | Rick / Alexandre                                         | João Bosco & Vinícius   | 3:56    |  |
| 3.             | "Doce Pecado"                     | Carlos Randall / Danimar                                 | Zé Henrique & Gabriel   | 4:03    |  |
| 4.             | "Nuvem de Lágrimas"               | Paulo Debétio / Paulinho Rezende                         | Michel Teló             | 4:02    |  |
| 5.             | "Meu Disfarce"                    | Chico Roque / Carlos Colla                               | Maria Cecília & Rodolfo | 3:51    |  |
| 6.             | "Ciumento Demais"                 | César Augusto / Xororó                                   | Maurício & Mauri        | 4:07    |  |
| 7.             | "Não Desligue o Rádio"            | Joel Marques / Chitãozinho                               | Hugo Pena & Gabriel     | 3:54    |  |
| 8.             | "Coração Quebrado"                | Joel Marques / Xororó                                    | Guilherme & Santiago    | 3:55    |  |
| 9.             | "Página Virada"                   | José Augusto / Paulo Sérgio Valle                        | Jorge & Mateus          | 4:23    |  |
| 10.            | "Confidências"                    | Paulo Debétio / Paulinho Rezende                         | João Neto & Frederico   | 4:05    |  |
| 11.            | "Deixa" (Deja)                    | Roberto Livi / Rudy Pérez (versão: Chitãozinho / Xororó) | Eduardo Costa           | 3:33    |  |
| 12.            | "Pura Emoção" (Achy Breaky Heart) | Dan Von Tress (versão: Dudu Falcão)                      | Fernando & Sorocaba     | 3:30    |  |
| 13.            | "Pode Ser Pra Valer"              | Joel Marques / Maracaí                                   | Luan Santana            | 3:31    |  |
| 14.            | "Meninos do Brasil"               | César Augusto / Antônio Carlos de Carvalho / José Homero | Todos                   | 6:08    |  |
| Duração total: | Duração total:                    | Duração total:                                           | Duração total:          | 59:34   |  |

## Músicos
- Thiago Rabello "Big": bateria
- Luis Gustavo Garcia: baixo
- Déio Tambasco: guitarra e violão aço
- Marcelo Modesto: guitarras, violão aço e banjo
- Willian dos Santos: sanfona
- Eduardo Pepato: teclados
- Daniel Quirino e Vânia Telles: backing vocal
- Laércio da Costa: percussão
- Jimmy Hendrix Oliveira: violões solo (overdubs)
- Ivan Miyazato: violões base (overdubs)